# Belleherbe
Belleherbe – miejscowość i gmina we Francji, w regionie Burgundia-Franche-Comté, w departamencie Doubs.
Według danych na rok 1990 gminę zamieszkiwało 629 osób, a gęstość zaludnienia wynosiła 39 osób/km² (wśród 1786 gmin Franche-Comté Belleherbe plasuje się na 256. miejscu pod względem liczby ludności, natomiast pod względem powierzchni na miejscu 179.).